# HIP 43015
HIP 43015 es una estrella de las fronteras de la constelación de Carina con una magnitud aparente de 7.13, se encuentra 627 años luz(192 parsec).Es una estrella bastante curiosa, esta en las fronteras de la constelación de Carina con Vela, tiene un tipo espectral G5III y tiene una magnitud absoluta de 0.73.

## Propiedades Físicas
HIP 43015 tiene una temperatura de 5700K y un índice de color de 0.837, una luminosidad bolométrica de 16 luminosidades solares, una masa de 2.208 masas solares y un radio de 0.4 radios solares.